# Schizoneuraphis querciphaga
Schizoneuraphis querciphaga är en insektsart som först beskrevs av Ghosh, A.K. och D.N. Raychaudhuri 1973.  Schizoneuraphis querciphaga ingår i släktet Schizoneuraphis och familjen långrörsbladlöss. Inga underarter finns listade i Catalogue of Life.